# بيدرو سواريس
بيدرو سواريس هو لاعب كرة قدم برتغالي، ولد في 30 مارس 1999 في بينفايل في البرتغال. لعب مع نادي ليتشويس.

## وصلات خارجية
- بيدرو سواريس على موقع قاعدة بيانات كرة القدم.إي يو (الإنجليزية)
- بيدرو سواريس على موقع Soccerway.com (الإنجليزية)